# Coppa Davis 2005
La Coppa Davis 2005 è stata la 94ª edizione del più importante torneo fra squadre nazionali di tennis maschile. Sedici squadre hanno preso parte al Gruppo Mondiale e 130 ai gruppi zonali. La Croazia vinse la finale contro la Slovacchia.

## Gruppo Mondiale
| Squadre partecipanti | Squadre partecipanti | Squadre partecipanti | Squadre partecipanti |
| Argentina            | Australia            | Austria              | Bielorussia          |
| Rep. Ceca            | Cile                 | Croazia              | Francia              |
| Paesi Bassi          | Romania              | Russia               | Slovacchia           |
| Spagna               | Svezia               | Svizzera             | Stati Uniti          |
| -------------------- | -------------------- | -------------------- | -------------------- |

### Tabellone
|  | Primo turno 4-6 marzo                   | Primo turno 4-6 marzo    | Primo turno 4-6 marzo               |                                         |            | Quarti di finale 15-17 luglio | Quarti di finale 15-17 luglio           | Quarti di finale 15-17 luglio |   |   | Semifinali 23-25 settembre | Semifinali 23-25 settembre              | Semifinali 23-25 settembre |   |  | Finale 2-4 dicembre | Finale 2-4 dicembre | Finale 2-4 dicembre |
|  |                                         |                          |                                     |                                         |            |                               |                                         |                               |   |   |                            |                                         |                            |   |  |                     |                     |                     |
|  | Bratislava, Slovacchia (Cemento indoor) |                          |                                     |                                         |            |                               |                                         |                               |   |   |                            |                                         |                            |   |  |                     |                     |                     |
|  | 1                                       | Spagna                   | 1                                   |                                         |            |                               |                                         |                               |   |   |                            |                                         |                            |   |  |                     |                     |                     |
|  | 1                                       | Spagna                   | 1                                   | Bratislava, Slovacchia (Cemento indoor) |            |                               |                                         |                               |   |   |                            |                                         |                            |   |  |                     |                     |                     |
|  |                                         | Slovacchia               | 4                                   |                                         |            |                               |                                         |                               |   |   |                            |                                         |                            |   |  |                     |                     |                     |
|  |                                         | Slovacchia               | 4                                   |                                         | Slovacchia | 4                             |                                         |                               |   |   |                            |                                         |                            |   |  |                     |                     |                     |
|  | Friburgo, Svizzera (Cemento indoor)     |                          |                                     |                                         | Slovacchia | 4                             |                                         |                               |   |   |                            |                                         |                            |   |  |                     |                     |                     |
|  |                                         |                          | Paesi Bassi                         | 1                                       |            |                               |                                         |                               |   |   |                            |                                         |                            |   |  |                     |                     |                     |
|  | 7                                       | Svizzera                 | Paesi Bassi                         | 1                                       | 2          |                               |                                         |                               |   |   |                            |                                         |                            |   |  |                     |                     |                     |
|  | 7                                       | Svizzera                 |                                     |                                         | 2          |                               | Bratislava, Slovacchia (Cemento indoor) |                               |   |   |                            |                                         |                            |   |  |                     |                     |                     |
|  |                                         | Paesi Bassi              | 3                                   |                                         |            |                               |                                         |                               |   |   |                            |                                         |                            |   |  |                     |                     |                     |
|  |                                         |                          |                                     |                                         |            |                               |                                         | Slovacchia                    | 4 |   |                            |                                         |                            |   |  |                     |                     |                     |
|  | Sydney, Australia (erba)                |                          |                                     |                                         |            |                               |                                         | Slovacchia                    | 4 |   |                            |                                         |                            |   |  |                     |                     |                     |
|  |                                         | 6                        | Argentina                           | 1                                       |            |                               |                                         |                               |   |   |                            |                                         |                            |   |  |                     |                     |                     |
|  | 4                                       | 6                        | Argentina                           | 1                                       | Australia  | 5                             |                                         |                               |   |   |                            |                                         |                            |   |  |                     |                     |                     |
|  | 4                                       | Sydney, Australia (erba) |                                     |                                         | Australia  | 5                             |                                         |                               |   |   |                            |                                         |                            |   |  |                     |                     |                     |
|  |                                         | Austria                  | 0                                   |                                         |            |                               |                                         |                               |   |   |                            |                                         |                            |   |  |                     |                     |                     |
|  |                                         | Austria                  | 0                                   | 4                                       | Australia  | 1                             |                                         |                               |   |   |                            |                                         |                            |   |  |                     |                     |                     |
|  | Buenos Aires, Argentina (Terra)         |                          |                                     | 4                                       | Australia  | 1                             |                                         |                               |   |   |                            |                                         |                            |   |  |                     |                     |                     |
|  |                                         | 6                        | Argentina                           | 4                                       |            |                               |                                         |                               |   |   |                            |                                         |                            |   |  |                     |                     |                     |
|  | 6                                       | 6                        | Argentina                           | 4                                       | Argentina  | 5                             |                                         |                               |   |   |                            |                                         |                            |   |  |                     |                     |                     |
|  | 6                                       |                          |                                     |                                         | Argentina  | 5                             |                                         |                               |   |   |                            | Bratislava, Slovacchia (Cemento indoor) |                            |   |  |                     |                     |                     |
|  |                                         | Rep. Ceca                | 0                                   |                                         |            |                               |                                         |                               |   |   |                            |                                         |                            |   |  |                     |                     |                     |
|  |                                         |                          |                                     |                                         |            |                               |                                         |                               |   |   |                            |                                         | Slovacchia                 | 2 |  |                     |                     |                     |
|  | Mosca, Russia (Sintetico indoor)        |                          |                                     |                                         |            |                               |                                         |                               |   |   |                            |                                         | Slovacchia                 | 2 |  |                     |                     |                     |
|  |                                         |                          | Croazia                             | 3                                       |            |                               |                                         |                               |   |   |                            |                                         |                            |   |  |                     |                     |                     |
|  |                                         | Cile                     | Croazia                             | 3                                       | 1          |                               |                                         |                               |   |   |                            |                                         |                            |   |  |                     |                     |                     |
|  |                                         | Cile                     | Mosca, Russia (Terra indoor)        |                                         | 1          |                               |                                         |                               |   |   |                            |                                         |                            |   |  |                     |                     |                     |
|  | 5                                       | Russia                   | 4                                   |                                         |            |                               |                                         |                               |   |   |                            |                                         |                            |   |  |                     |                     |                     |
|  | 5                                       | Russia                   | 4                                   |                                         | 5          | Russia                        | 3                                       |                               |   |   |                            |                                         |                            |   |  |                     |                     |                     |
|  | Strasburgo, Francia (Terra indoor)      |                          |                                     |                                         | 5          | Russia                        | 3                                       |                               |   |   |                            |                                         |                            |   |  |                     |                     |                     |
|  |                                         | 3                        | Francia                             | 2                                       |            |                               |                                         |                               |   |   |                            |                                         |                            |   |  |                     |                     |                     |
|  |                                         | 3                        | Francia                             | 2                                       | Svezia     | 1                             |                                         |                               |   |   |                            |                                         |                            |   |  |                     |                     |                     |
|  |                                         |                          |                                     |                                         | Svezia     | 1                             | Spalato, Croazia (Sintetico indoor)     |                               |   |   |                            |                                         |                            |   |  |                     |                     |                     |
|  | 3                                       | Francia                  | 4                                   |                                         |            |                               |                                         |                               |   |   |                            |                                         |                            |   |  |                     |                     |                     |
|  | 3                                       | Francia                  | 4                                   |                                         |            |                               |                                         |                               |   | 5 | Russia                     | 2                                       |                            |   |  |                     |                     |                     |
|  | Brașov, Romania (Terra indoor)          |                          |                                     |                                         |            |                               |                                         |                               |   | 5 | Russia                     | 2                                       |                            |   |  |                     |                     |                     |
|  |                                         |                          | Croazia                             | 3                                       |            |                               |                                         |                               |   |   |                            |                                         |                            |   |  |                     |                     |                     |
|  |                                         | Romania                  | Croazia                             | 3                                       | 3          |                               |                                         |                               |   |   |                            |                                         |                            |   |  |                     |                     |                     |
|  |                                         | Romania                  | Spalato, Croazia (Sintetico indoor) |                                         | 3          |                               |                                         |                               |   |   |                            |                                         |                            |   |  |                     |                     |                     |
|  | 8                                       | Bielorussia              | 2                                   |                                         |            |                               |                                         |                               |   |   |                            |                                         |                            |   |  |                     |                     |                     |
|  | 8                                       | Bielorussia              | 2                                   |                                         |            | Romania                       | 1                                       |                               |   |   |                            |                                         |                            |   |  |                     |                     |                     |
|  | Carson, Stati Uniti (Cemento)           |                          |                                     |                                         |            | Romania                       | 1                                       |                               |   |   |                            |                                         |                            |   |  |                     |                     |                     |
|  |                                         |                          | Croazia                             | 4                                       |            |                               |                                         |                               |   |   |                            |                                         |                            |   |  |                     |                     |                     |
|  |                                         | Croazia                  | Croazia                             | 4                                       | 3          |                               |                                         |                               |   |   |                            |                                         |                            |   |  |                     |                     |                     |
|  |                                         | Croazia                  |                                     |                                         | 3          |                               |                                         |                               |   |   |                            |                                         |                            |   |  |                     |                     |                     |
|  | 2                                       | Stati Uniti              | 2                                   |                                         |            |                               |                                         |                               |   |   |                            |                                         |                            |   |  |                     |                     |                     |

Le perdenti del 1º turno giocano gli spareggi per rimanere nel Gruppo Mondiale contro le vincenti del gruppo I dei gruppi zonali.

### Finale
| Slovacchia 2 | Sibamac Arena, Bratislava, Slovacchia 2-4 dicembre 2005 Cemento (indoor) | Sibamac Arena, Bratislava, Slovacchia 2-4 dicembre 2005 Cemento (indoor) | Croazia 3 |     |      |     |     |  |
| \| \| \| \| 1 \| 2 \| 3 \| 4 \| 5 \| \| \| - \| \| ------------------------------------------------------------ \| ---- \| --- \| ---- \| --- \| --- \| \| \| 1 \| \| Karol Kučera Ivan Ljubičić \| 3 6 \| 4 6 \| 3 6 \| \| \| \| \| 2 \| \| Dominik Hrbatý Mario Ančić \| 7 65 \| 6 4 \| 65 7 \| 6 4 \| \| \| \| 3 \| \| Dominik Hrbatý / Michal Mertiňák Mario Ančić / Ivan Ljubičić \| 65 7 \| 3 6 \| 65 7 \| \| \| \| \| 4 \| \| Dominik Hrbatý Ivan Ljubičić \| 4 6 \| 6 3 \| 6 4 \| 3 6 \| 6 4 \| \| \| 5 \| \| Michal Mertiňák Mario Ančić \| 6 7 \| 3 6 \| 4 6 \| \| \| \| |                                                                          |                                                                          |           |     |      |     |     |  |
| |                                                                          |                                                                          | 1         | 2   | 3    | 4   | 5   |  |
| 1 | Slovacchia (bandiera) · Croazia (bandiera)                               | Karol Kučera Ivan Ljubičić                                               | 3 6       | 4 6 | 3 6  |     |     |  |
| 2 | Slovacchia (bandiera) · Croazia (bandiera)                               | Dominik Hrbatý Mario Ančić                                               | 7 65      | 6 4 | 65 7 | 6 4 |     |  |
| 3 | Slovacchia (bandiera) · Croazia (bandiera)                               | Dominik Hrbatý / Michal Mertiňák Mario Ančić / Ivan Ljubičić             | 65 7      | 3 6 | 65 7 |     |     |  |
| 4 | Slovacchia (bandiera) · Croazia (bandiera)                               | Dominik Hrbatý Ivan Ljubičić                                             | 4 6       | 6 3 | 6 4  | 3 6 | 6 4 |  |
| 5 | Slovacchia (bandiera) · Croazia (bandiera)                               | Michal Mertiňák Mario Ančić                                              | 6 7       | 3 6 | 4 6  |     |     |  |

## Turno di qualificazione al Gruppo Mondiale
Date: 23-25 settembre
| Impianto                                | Squadra Ospitante | Punteggio | Squadra Ospite |
| --------------------------------------- | ----------------- | --------- | -------------- |
| Pörtschach, Austria (Cemento)           | Austria           | 4-1       | Ecuador        |
| Toronto, Canada (Cemento)               | Canada            | 2-3       | Bielorussia    |
| Santiago, Cile (Terra)                  | Cile              | 5-0       | Pakistan       |
| Liberec, Repubblica Ceca (Terra indoor) | Rep. Ceca         | 2-3       | Germania       |
| Torre del Greco, Italia (Terra)         | Italia            | 2-3       | Spagna         |
| Nuova Delhi, India (erba)               | India             | 1-3       | Svezia         |
| Ginevra, Svizzera (Terra indoor)        | Svizzera          | 5-0       | Regno Unito    |
| Lovanio, Belgio (Terra indoor)          | Belgio            | 1-4       | Stati Uniti    |

- Germania promossa al Gruppo Mondiale della Coppa Davis 2006.
- Austria, Bielorussia, Cile, Spagna, Svezia, Svizzera e Stati Uniti rimangono nel Gruppo Mondiale della Coppa Davis 2006.
- Belgio (EA), Canada (AM), Ecuador (AM), Gran Bretagna (EA), India (AO), Italia (EA) e Pakistan (AO) rimangono nel Gruppo I della Coppa Davis 2006.
- Repubblica Ceca (EA) retrocessa nel Gruppo I della Coppa Davis 2006.

## Zona Americana

### Gruppo I
Squadre partecipanti
- Canada — promossa al Turno di qualificazione al Gruppo Mondiale
- Ecuador — promossa al Turno di qualificazione al Gruppo Mondiale
- Messico
- Paraguay — retrocessa nel Gruppo II della Coppa Davis 2006
- Perù
- Venezuela

### Gruppo II
Squadre partecipanti
- Antille Olandesi
- Bahamas — retrocessa nel Gruppo III della Coppa Davis 2006
- Brasile — promossa al Gruppo I della Coppa Davis 2006
- Colombia
- Cuba — retrocessa nel Gruppo III della Coppa Davis 2006
- Giamaica
- Rep. Dominicana
- Uruguay

### Gruppo III
Squadre partecipanti
- Bolivia — promossa al Gruppo II della Coppa Davis 2006
- El Salvador
- Guatemala — promossa al Gruppo II della Coppa Davis 2006
- Haiti
- Honduras
- Panama — retrocessa nel Gruppo IV della Coppa Davis 2006
- Porto Rico
- Saint Lucia — retrocessa nel Gruppo IV della Coppa Davis 2006

### Gruppo IV
Squadre partecipanti
- Barbados
- Bermuda
- Costa Rica — promossa al Gruppo III della Coppa Davis 2006
- Isole Vergini Americane
- Trinidad e Tobago — promossa al Gruppo III della Coppa Davis 2006

## Zona Asia/Oceania

### Gruppo I
Squadre partecipanti
- Cina
- Giappone
- India — promossa al Turno di qualificazione al Gruppo Mondiale
- Indonesia — retrocessa nel Gruppo II della Coppa Davis 2006
- Pakistan — promossa al Turno di qualificazione al Gruppo Mondiale
- Taipei cinese
- Thailandia
- Uzbekistan

### Gruppo II
Squadre partecipanti
- Corea del Sud — promossa al Gruppo I della Coppa Davis 2006
- Filippine — retrocessa nel Gruppo III della Coppa Davis 2006
- Iran — retrocessa nel Gruppo III della Coppa Davis 2006
- Kazakistan
- Kuwait
- Libano
- Nuova Zelanda
- Oceania Pacifica

### Gruppo III
Squadre partecipanti
- Arabia Saudita
- Bahrein
- Hong Kong — promossa al Gruppo II della Coppa Davis 2006
- Malaysia — promossa al Gruppo II della Coppa Davis 2006
- Qatar — retrocessa nel Gruppo IV della Coppa Davis 2006
- Sri Lanka
- Tagikistan — retrocessa nel Gruppo IV della Coppa Davis 2006
- Vietnam

### Gruppo IV
Squadre partecipanti
- Bangladesh — promossa al Gruppo III della Coppa Davis 2006
- Birmania
- Emirati Arabi Uniti
- Giordania
- Iraq
- Kirghizistan
- Oman
- Singapore — promossa al Gruppo III della Coppa Davis 2006
- Siria
- Turkmenistan

## Zona Europea/Africana

### Gruppo I
Squadre partecipanti
- Belgio — promossa al Turno di qualificazione al Gruppo Mondiale
- Germania — promossa al Turno di qualificazione al Gruppo Mondiale
- Israele
- Italia — promossa al Turno di qualificazione al Gruppo Mondiale
- Lussemburgo
- Marocco
- Regno Unito — promossa al Turno di qualificazione al Gruppo Mondiale
- Serbia e Montenegro
- Sudafrica — retrocessa nel Gruppo II della Coppa Davis 2006
- Zimbabwe — retrocessa nel Gruppo II della Coppa Davis 2006

### Gruppo II
Squadre partecipanti
- Algeria
- Bulgaria
- Costa d'Avorio — retrocessa nel Gruppo III della Coppa Davis 2006
- Estonia — retrocessa nel Gruppo III della Coppa Davis 2006
- Finlandia
- Georgia
- Ghana — retrocessa nel Gruppo III della Coppa Davis 2006
- Grecia
- Lettonia
- Monaco — retrocessa nel Gruppo III della Coppa Davis 2006
- Norvegia
- Polonia
- Portogallo — promossa al Gruppo I della Coppa Davis 2006
- Slovenia
- Ucraina — promossa al Gruppo I della Coppa Davis 2006
- Ungheria

### Gruppo III

#### Girone I
Squadre partecipanti
- Bosnia ed Erzegovina
- Danimarca
- Egitto — promossa al Gruppo II della Coppa Davis 2006
- Kenya — retrocessa nel Gruppo IV della Coppa Davis 2006
- Lituania
- Macedonia — promossa al Gruppo II della Coppa Davis 2006
- Madagascar — retrocessa nel Gruppo IV della Coppa Davis 2006
- Namibia

#### Girone II
Squadre partecipanti
- Armenia
- Cipro — promossa al Gruppo II della Coppa Davis 2006
- Irlanda — promossa al Gruppo II della Coppa Davis 2006
- Islanda — retrocessa nel Gruppo IV della Coppa Davis 2006
- Nigeria
- San Marino — retrocessa nel Gruppo IV della Coppa Davis 2006
- Tunisia
- Turchia

### Gruppo IV
Squadre partecipanti
- Andorra — promossa al Gruppo III della Coppa Davis 2006
- Azerbaigian
- Benin
- Botswana — promossa al Gruppo III della Coppa Davis 2006
- Gibuti
- Malta
- Mauritius
- Moldavia — promossa al Gruppo III della Coppa Davis 2006
- Ruanda — promossa al Gruppo III della Coppa Davis 2006
- Senegal
- Uganda